# Josef Wahl (Maler, 1875)
Josef Wahl (* 4. September 1875 in Düsseldorf; † 1951 ebenda) war ein deutscher Porträt-, Historien- und Kirchenmaler der Düsseldorfer Schule. Er ist nicht zu verwechseln mit dem Münchner Kunstmaler Josef Wahl.

## Leben

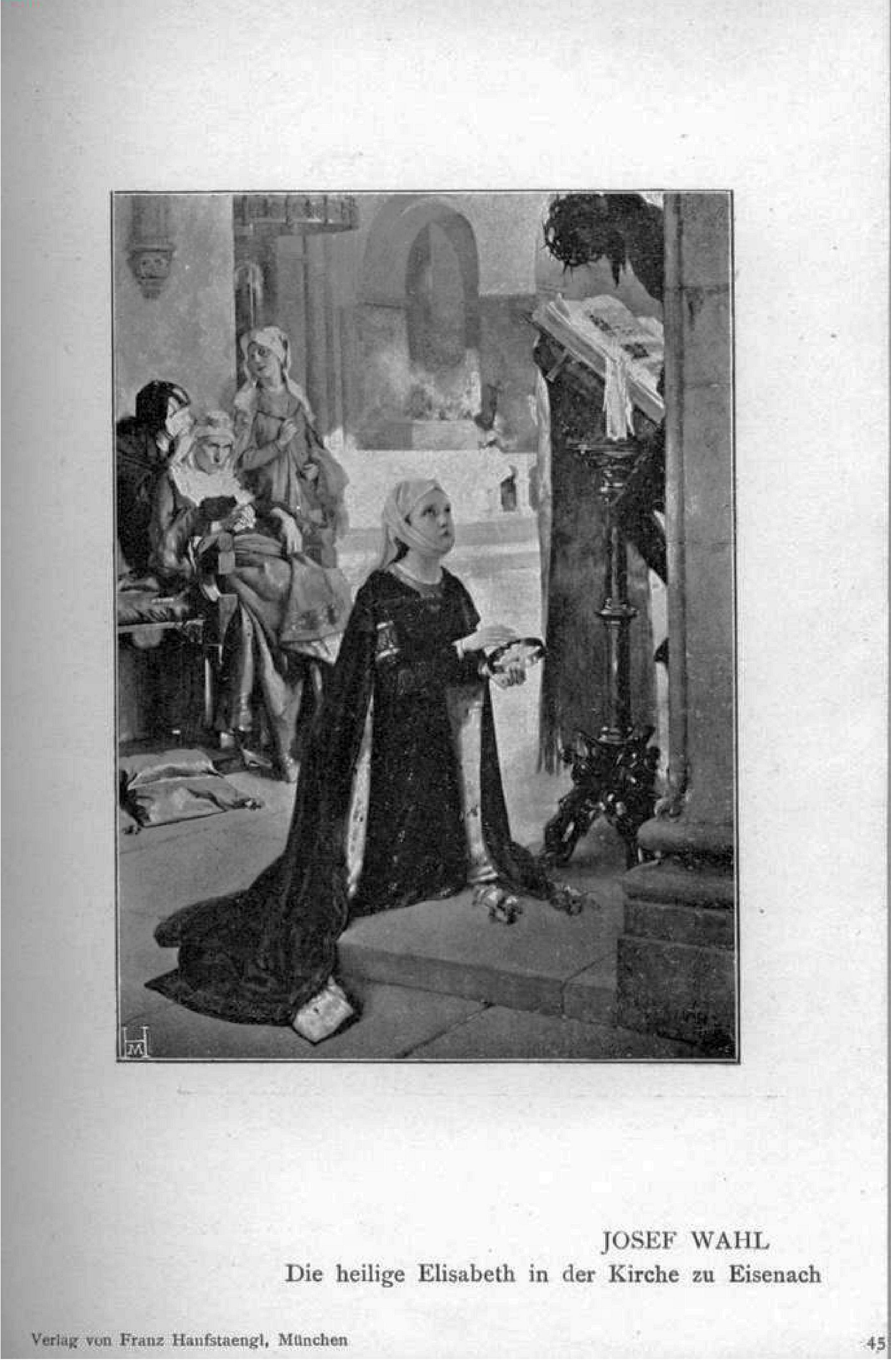
Die heilige Elisabeth in der Kirche von Eisenach, Abbildung des offiziellen Katalogs der VIII. Internationalen Kunstausstellung im Kgl. Glaspalast zu München, 1901

Wahl erhielt eine künstlerische Ausbildung an der Kunstgewerbeschule Düsseldorf und an der Kunstakademie Düsseldorf, wo er von 1890 bis 1894 studierte. Dort waren Adolf Schill, Hugo Crola, Heinrich Lauenstein, Arthur Kampf und Peter Janssen der Ältere seine Lehrer.
Wahl schuf vor allem Bildnisse und religiöse Darstellungen zur Ausschmückung römisch-katholischer Gotteshäuser. Seine Bildnisse waren in der Großen Deutschen Kunstausstellung der Jahre 1937 bis 1943 vertreten.

## Werke (Auswahl)
- St. Michael in Waldniel
- Josefskirche in Düsseldorf-Oberbilk (Altarbild Mariä Verkündigung, Kreuzwegstationen)
- Lambertuskirche in Düsseldorf-Altstadt (Seitenflügel des Pièta-Altares)
- Apollinariskirche in Düsseldorf-Oberbilk
- Antoniuskirche in Düsseldorf-Friedrichstadt (Antoniusbild, Kreuzweg)
- Josefskirche in Essen-Kupferdreh (Heilige Anna Selbdritt, Wandgemälde im Chor, Kreuzigung)
- Clemenskirche in Nideggen (Wandgemälde Christus am Kreuz)
- Entwürfe für die farbigen Fenster der Hauptpfarrkirche St. Mariä Himmelfahrt in Mönchengladbach
- St. Josefsheim in Waldniel-Hostert (Ausmalung der Anstaltskapelle, 1935)[4]